# مدار الفوضى، تغير المناخ والجغرافيا الجديدة للعنف (كتاب)
مدار الفوضى، تغير المناخ والجغرافيا الجديدة للعنف (بالإنجليزية: Tropic of Chaos: Climate Change and the New Geography of Violence) هو عنوان كتاب للصحفي الأمريكي كريستيان بارينتي، صدر باللغة العربية من ترجمة الدكتور سعد الدين خرفان.يحصر المؤلف أزمات هذا العالم القادمة بناء على خبرته في البلدان الواقعة بين مداري السرطان والجدي، وهي المنطقة التي كانت منذ قرون ولا زالت حتى اليوم محط أطماع وجشع العالم الراسمالي.
يطرح كريستيان بارينتي، رؤية وحدودا لجغرافيا الأزمات التي أنتجها التحالف الغير المعلن بين تغير المناخ ونزعة السيطرة على العالم لدى الرأسمالية المتوحشة، مستلهما من حوادث العنف القاتلة التي عاصرها خلال عمله في كينيا وأفغانستان.

## فصول الكتاب
- الجزء الأول: اخر دعوة للأوهام
  - الفصل الأول: من قتل إيكارو لورومان؟
  - الفصل الثاني: المتنبئون العسكريون
  - الفصل الثالث: حرب من اجل كوكب صغير: التكيف كأسلوب لمكافحة التمرد
- الجزء الثاني: أفريقيا
  - الفصل الرابع: الجغرافيا السياسية لغارة على قطيع
  - الفصل الخامس: الأمطار الموسمية ونقاط التحول
  - الفصل السادس: صعود دول أفريقيا الشرقية وسقوطها.
  - الفصل السابع: النبؤءة الصومالية
  - الفصل الثامن: تنظير الدول الفاشلة
- الجزء الثالث: آسيا
  - الفصل التاسع: مخدرات وجفاف وجهاد: التاريخ البيئي للحرب الأفغانية
  - الفصل العاشر: حرب المناخ الصغيرة في قرغيزستان
  - الفصل الحادي عشر: الهند وباكستان الجليديات والانهار والعمل غير المنتهي
  - الفصل الثاني عشر: ثوار الجفاف في الهند
- الجزء الرابع: أمريكا اللاتينية
  - الفصل الثالث عشر: وجع ريو: من طقس عنيف إلى <<كوكب من العشوائيات>>

## خلاصة الكتاب
يأتي كتاب مدار الفوضى، تغير المناخ والجغرافيا الجديدة للعنف (كتاب) لربط موضوع تغير المناخ بالصراع الاجتماعي والعنف السياسي اللذين يميزان بعض مناطق العالم اليوم.يقصد الكاتب بمدار الفوضى جغرافيا ذلك الحزام على طرفي خط الاستواء بين مدار السرطان ومدار الجدي، والذي تشهد دوله صرعات عنيفة وحروبا أهلية وجريمة المنظمة.وهو المنطقة نفسها التي يضرب فيها تغير المناخ بقوة أشد من خلال دورات الجفاف وتكرار الفيضانات، والحوادث الطقس العنيفة.
يأخذنا الكاتب إلى الدول التي تقع في هذا الحزام عبر القارات الثلاث. يبدأ من كينيا والمنطقة الساحل في شرق أفريقيا حيث يتفاعل الجفاف مع إرث الحرب الباردة، والسياسات الليبرالية الجديدة في تأجيج العنف هناك. ثم يتوجه إلى آسيا الوسطى حيث يبين تأثير الجفاف وأزمة المياه على الحرب في أفغانستان والصراع بين الهند وباكستان والحرب الأهلية في قرغيزستان.واخيرا يأتي إلى أمريكا اللاتينية ليبرز دور تغير المناخ في نشوء الجريمة المنظمة في المدن البرازيل الكبرى، وازدهار تجارة المخدرات والهجرة في المكسيك.
يشير المؤلف إلى ان هنالك ارتباط وثيق بين خرائط الجغرافيا الخاصة بالجفاف والتغيير المناخي وخرائط العنف السياسي والتطرف والإرهاب وخرائط الجشع الليبرالي الحديث وسيطرة النقد الدولي

## وصلات خارجية
- (قناة الجزيرة): معلومات أكثر عن الكتاب.
- كتاب مدار الفوضى على عالم الكتب الإلكترونية